# Illes Llanquihue
Les illes Llanquihue són un grup de petites illes de l'Antàrtida. Denominades així per la província xilena del mateix nom, durant la primera Comissió Antàrtica Xilena de l'any 1947. Aquestes illes formen un cordó d'unes 8,5 milles de llarg, que s'estén en sentit NS i a unes 2,5 milles a l'occident de l'illa Larrouy, al canal Grandidier, a la costa oest de la península Antàrtica. Són reclamades per l'Argentina i el Regne Unit, on reben el nom d'illes Straggle.